# Globe Theatre
Het oorspronkelijke Globe Theatre was een Londens theater uit de tijd van koningin Elizabeth I. Het werd rond 1598 in Bankside gebouwd met het hout van het tweede vaste theater uit de elizabethaanse tijd, The Theatre. The Globe was een van de vier grote theaters in de omgeving. De andere waren de Swan, de Rose en de Hope. Verschillende stukken van William Shakespeare werden hier voor het eerst opgevoerd door het gezelschap Lord Chamberlain's Men, dat in 1603, bij de troonsbestijging van Jacobus I, hernoemd werd naar King's Men. De hoofdrollen werden in veel gevallen vervuld door de destijds befaamde acteur Richard Burbage.
In 1600 bouwde de theaterondernemer Philip Henslowe, samen met zijn schoonzoon en partner Edward Alleyn, uit concurrentieoverwegingen op de noordelijke oever van de Theems The Fortune, dat in ontwerp grotendeels was gebaseerd op The Globe.
Het theater brandde tot de grond toe af op 29 juni 1613, waarschijnlijk door een kanonschot tijdens een opvoering van 'Henry VIII', dat het rieten dak deed vlamvatten. Het theater werd meteen herbouwd, deze keer met een pannendak.
Het theater werd, net als alle andere, in 1642 gesloten door de puriteinen. In 1644 werd het gesloopt om plaats te maken voor woonhuizen.
Het theater werd herbouwd en geopend in 1997. Het ligt op korte afstand van de oorspronkelijke plek en was het eerste met riet gedekte gebouw dat mocht worden neergezet sinds de Grote brand van Londen in 1666. Er is wel een sprinklerinstallatie aangebracht.
De acteur (later filmmaker) Sam Wanamaker heeft veel bijgedragen aan de herbouw. Hij heeft jarenlang geld ingezameld om het theater precies te kunnen nabouwen, inclusief de geitenharen in het pleisterwerk. Het enige verschil is dat er nu veel minder mensen in kunnen omdat er aan de veiligheidsvoorschriften voldaan moest worden. Nu kunnen er 1500 man in het theater, 400 jaar geleden waren dat er wel 3000. Wanamaker heeft het theater nooit afgerond gezien: vier jaar voordat het in 1997 klaar was stierf hij.
Behalve dat er voorstellingen in dit theater gegeven worden, is er ook een expositie over het leven van William Shakespeare en de voorstellingen die er opgevoerd werden in zijn tijd.